# Teleiodes
Teleiodes is een geslacht van vlinders van de familie tastermotten (Gelechiidae).

## Soorten
- T. albidorsella Huemer & Karsholt, 1999
- T. albiluculella Huemer & Karsholt, 2001
- T. bradleyi Park, 1992
- T. brevivalva Huemer, 1992
- T. cisti (Stainton, 1869)
- T. cyrtocostella Park, 1992
- T. deogyusanae Park, 1992
- T. digitilobella Park, 1992
- T. epomidella (Tengström, 1869)
- T. excentricella (Turati, 1934)
- T. flavimaculella

Donkere maanpalpmot (Herrich-Schäffer, 1854)
- T. flavipunctatella Park, 1992
- T. gallica Huemer, 1992
- T. italica Huemer, 1992
- T. kaitilai Junnilainen, 2010
- T. klaussattleri Park, 1992
- T. linearivalvata (Moriuti, 1977)
- T. longivalvella Park, 1992
- T. luculella

Maanpalpmot (Hübner, 1813)
- T. paraluculella Park, 1992

- T. partilella (Christoph, 1887)
- T. pisticella (Nowicki, 1860)
- T. quercinigracella (Chambers, 1872)
- T. saltuum

Korrelpalpmot (Zeller, 1878)
- T. seniculella (Eversmann, 1844)
- T. sequax (Haworth, 1829)
- T. soyangae Park, 1992
- T. squamulella (Peyerimhoff, 1871)
- T. thomeriella (Chrétien, 1901)
- T. vulgella

Gammapalpmot (Denis & Schiffermüller, 1775)
- T. wagae

Lichte korrelpalpmot (Nowicki, 1860)
- T. yangyangensis Park, 1992